# Rio Setō
Rio Setō (japanisch 勢藤 理桜 Setō Rio; * 23. April 2001) ist eine ehemalige japanische Skispringerin.

## Werdegang
Rio Setō startete international zum ersten Mal am 3. und 4. September 2016 in Einsiedeln im FIS-Cup, wo sie zweimal den 16. Platz belegte. Eine Woche später debütierte sie am 10. September 2016 in Lillehammer im Continental Cup, wo sie den 31. Rang erreichte und damit nur knapp ihre ersten Continental-Cup-Punkte verpasste. Am 28. Januar 2017 gewann Setō in Eau Claire ihren ersten FIS-Cup-Wettbewerb.
Im September 2018 holte sie bei zwei Wettbewerben am Midtstuenbakken in Oslo mit den Plätzen 22 und 24 ihre ersten Continental-Cup-Punkte. Ihre beste Continental-Cup-Platzierung bisher (Stand 4. Dezember 2019) war ein siebter Platz beim Wettbewerb im polnischen Szczyrk am 8. August 2019.
Setō debütierte am 18. Januar 2019 beim Wettbewerb in Zaō im Skisprung-Weltcup, wo sie mit dem 44. Rang allerdings den zweiten Durchgang verpasste.
Am 18. August 2019 startete Setō in Frenštát pod Radhoštěm erstmals im Grand Prix. Hier belegte sie den 18. Platz, womit sie in der abschließenden Saison-Gesamtwertung mit 13 Punkten auf Platz 30 lag.
Nach der Saison 2019/20 beendete Setō ihre Karriere.

## Privates
Rio Setō ist die jüngere Schwester von Yūka Setō (* 1997), die ebenfalls als Skispringerin aktiv ist.
Setō lebt derzeit auf Hokkaidō.

## Statistik

### Grand-Prix-Platzierungen
| Saison | Platz | Punkte |
| ------ | ----- | ------ |
| 2019   | 030.  | 013    |

### Continental-Cup-Platzierungen
| Saison  | Platz | Punkte |
| ------- | ----- | ------ |
| 2018/19 | 62.   | 016    |